# 傑佛遜縣 (奧克拉荷馬州)
傑佛遜縣（英語：Jefferson County）是位於美国奧克拉荷馬州南部的一個縣，南鄰德克薩斯州。面積2,004平方公里。根据美国人口调查局2000年统计，共有人口6,818人。县治窩利卡。